# Paoluccio Cattamara
Paoluccio Cattamara (ou Paoluccio Napoletano ou Paolo ; né à une date inconnue en Campanie au XVIIe siècle et mort à une date inconnue au XVIIIe siècle) est un peintre italien baroque de l'école napolitaine, actif au début du XVIIIe siècle.

## Biographie
Paoluccio Cattamara (actif en 1718) était un artiste de Naples qui a peint des tableaux représentant des fruits, des oiseaux, des reptiles, des médailles et des natures mortes.

## Œuvres
- Funghi e farfalle e quaglia, musée des beaux-arts, Strasbourg
- Un fungo (Polyporus Varius?), una biscia, un rospo e una farfalla en plein air, 66 cm × 50 cm, vendu par Christies

## Sources
- (en) Cet article est partiellement ou en totalité issu de l’article de Wikipédia en anglais intitulé « Paoluccio Cattamara » (voir la liste des auteurs).